# Phryganea mombachiana
Phryganea mombachiana is een fossiele soort schietmot uit de familie Phryganeidae.